# Fabio Grosso
Fabio Grosso (Rim, Italija, 28. studenog 1977.) je talijanski nogometni trener i umirovljeni nogometni reprezentativac. S talijanskom reprezentacijom je 2006. osvojio naslov svjetskog prvaka. Bio je igrač velikih trkačkih sposobnosti te odličan u izvođenju penala, slobodnih udaraca i kornera.

## Karijera

### Klupska karijera
Grosso je rođen u Rimu ali je odrastao u Chietiju gdje se njegova obitelj vratila. Ondje je nogomet započeo igrati u mlađim uzrastima Renato Curija a kasnije i u seniorima gdje je bio ključni igrač prve momčadi. Tijekom tri sezone nastupanja za klub, Grosso je skupio 108 službenih nastupa te je na poziciji polušpice i lijevog krila zabio impresivnih 47 golova.
U ljeto 1998. Grosso je prodan u Chieti Calcio za nepoznat iznos. Zahvaljujući odličnim igrama u novom klubu, Grosso je privukao interes momčadi iz Serie A. Tako ga je u svoje redove dovela Perugia tijekom srpnja 2001. Iako je do tada igrao kao polušpica, Perugijin trener Serse Cosmi ga je prebacio na mjesto lijevog krila. S klubom je 2003. osvojio Intertoto kup a iste godine je debitirao u talijanskoj reprezentaciji. Tijekom zimskog prijelaznog roka u siječnju 2004., Fabio Grosso je prodan tadašnjem drugoligašu Palermu.
Sa sicilijanskim klubom se kvalificirao u Serie A te je s njime u sezoni 2005./06. ostvario odlično šesto mjesto i izborio nastup u Kupu UEFA. Tadašnji talijanski izbornik Marcello Lippi uvrstio je Grossa na popis reprezentativaca za predstojeće Svjetsko prvenstvo u Njemačkoj 2006. Uz njega, na rosteru su se našla još tri Palermova igrača: braniči Cristian Zaccardo i Andrea Barzagli te veznjak Simone Barone. Nakon osvajanja naslova svjetskog prvaka gdje je Grosso dao velik doprinos (gol u polufinalu te realizirani penal u finalu), igrač je prodan milanskom Interu.
Inter ga je kupio za pet milijuna eura te je Palermu ustupljen Hernán Paolo Dellafiore. Međutim, ondje je većinom korišten kao zamjena na utakmicama tako da je već nakon jedne sezone otišao u francuski Lyon. Vrijednost transfera je iznosila 7,5 milijuna eura a igraču je dodijeljen dres s brojem 11. Već u debitantskoj sezoni, Grosso je s Lyonom osvojio dvostruku krunu, odnosno prvenstvo i nacionalni kup. Tijekom druge sezone igrao je manje, dijelom zbog ozljede zbog čega ga se povezivalo s povratkom u Italiju.
31. kolovoza 2009. potvrđen je Grossov povratak u Serie A nakon dvije godine u Francuskoj. Naime, doveo ga je torinski Juventus koji je bio u potrazi za obrambenim igračem. Sa Starom damom je u sezoni 2011./12. osvojio svoj drugi scudetto nakon čega je objavio kraj igračke karijere.

### Reprezentativna karijera
Grosso je s Italijom nastupio na Svjetskom prvenstvu 2006. te je s Azzurima osvojio naslov svjetskog prvaka. U polufinalnom susretu protiv domaćina Njemačke zabio je ključni pogodak odluke tijekom 119. minute produžetka. U samom finalu protiv Francuske, pitanje pobjednika se odlučivalo na jedanaesterce. Grosso je bio posljednji izvođač a njegov realizirani kazneni udarac je Italiji osigurao svjetski naslov.
Novi talijanski izbornik Roberto Donadoni koristio ga je na EURU 2008. Ondje je odigrao sva tri susreta skupine protiv Nizozemske, Rumunjske i Francuske. U četvrtfinalnom dvoboju protiv kasnijeg prvaka Španjolske, pobjednik se kao i prije dvije godine odlučivao jedanaestercima. Grosso je bio prvi izvođač te je bio precizan s bijele točke. Međutim, Italija je ispala zbog promašaja De Rossija i Di Natalea.
Posljednji Grossov veći reprezentativni turnir bio je Kup konfederacija 2009. Italija je ondje neočekivano ispala već u skupini a Grosso je odigrao svih 90 minuta u susretima protiv SAD-a i Egipta.
Svoju posljednju utakmicu u reprezentativnom dresu, Fabio Grosso je odigrao 14. studenog 2009. protiv Nizozemske.

#### Pogoci za reprezentaciju
| #  | Datum               | Mjesto                                     | Protivnik | Pogodak | Rezultat | Natjecanje                          |
| -- | ------------------- | ------------------------------------------ | --------- | ------- | -------- | ----------------------------------- |
| 1. | 3. rujna 2005.      | Hampden Park, Glasgow, Škotska             | Škotska   | 1 : 1   | 1 : 1    | Kvalifikacije za SP u Njemačkoj 06' |
| 2. | 7. srpnja 2006.     | Westfalenstadion, Dortmund, Njemačka       | Njemačka  | 1 : 0   | 2 : 0    | SP u Njemačkoj 06'                  |
| 3. | 13. listopada 2006. | Genova, Italija                            | Gruzija   | 2 : 0   | 2 : 0    | Kvalifikacije za EURO 08'           |
| 4. | 9. rujna 2009.      | Stadio Olimpico di Torino, Torino, Italija | Bugarska  | 1 : 0   | 2 : 0    | Kvalifikacije za SP u JAR-u 10'     |

## Osvojeni trofeji

### Klupski trofeji
| Klub        | Trofej                | Sezona / godina |
| Italija     | Italija               | Italija         |
| ----------- | --------------------- | --------------- |
| Perugia     | Intertoto kup         | 2003.           |
| Inter Milan | Supercoppa Italiana   | 2006.           |
| Inter Milan | Serie A               | 2006./07.       |
| Francuska   |                       |                 |
| Lyon        | Trophée des champions | 2007.           |
| Lyon        | Ligue 1               | 2007./08.       |
| Lyon        | Coupe de France       | 2008.           |
| Italija     |                       |                 |
| Juventus    | Serie A               | 2011./12.       |

### Reprezentativni trofeji
| Turnir               | Trofej | Godina |
| -------------------- | ------ | ------ |
| SP u Njemačkoj 2006. | Zlato  | 2006.  |

### Ordeni
- Collare d'oro al Merito Sportivo: 2006.

- Ufficiale Ordine al merito della Repubblica Italiana: 2006.